# Liste der historischen Regionen in Rumänien und der Republik Moldau
In Rumänien und der Republik Moldau liegen folgende historische Regionen:

## Banat
|  | Das Banat umfasst eine Fläche von 28.523 Quadratkilometer. Der größte Teil des Banats liegt in den Kreisen Timiș und Caraș-Severin in Rumänien. Das rumänische Banat besteht im Westen aus einem Teil des Pannonischen Flachlandes („die Heide“), im nordöstlichen Teil aus Hügelland („die Hecke“) und im Südosten aus den Karpaten (Banater Gebirge, Poiana-Ruscă- und Retezat-Gebirge). Wirtschaftliches und kulturelles Zentrum ist die Großstadt Timișoara (dt. Temeswar oder Temeschburg, ung. Temesvár). Der westliche Teil des Banats liegt in Serbien und besteht bis auf das Mittelgebirge Vršačke Planine fast nur aus Flachland. Der nordwestlichste Zipfel des Banats liegt im Südosten Ungarns. Das Banat ist heute in folgende Kreise aufgeteilt; in Rumänien: - Kreis Timiș - Kreis Caraș-Severin (Banater Bergland) - Kreis Arad (südlich der Marosch) - Kreis Mehedinți (ein kleiner Teil im Westen) in Serbien: - Vojvodina - Severni Banat (Nordbanat) - Srednji Banat (Zentralbanat) - Južni Banat (Südbanat) - Zentralserbien (ein kleiner Raum in der Umgebung von Belgrad) in Ungarn: - Komitat Csongrád |

## Bessarabien
|  | Bessarabien gehörte geografisch zu Südost- und Osteuropa und wurde vom Schwarzen Meer im Süden sowie den Flüssen Pruth im Westen und Dnister/Dnjestr im Osten begrenzt. Das frühere Bessarabien deckt sich heute weitgehend mit dem westlich des Dnister liegenden Teil der Republik Moldau, nur der Süden (Budschak) sowie der äußerste Norden (um Chotyn) gehören zur Ukraine. Jahrhundertelang war das Land Pufferregion zwischen den Großmächten Österreich, Russland und dem Osmanischen Reich. Im Jahre 1812 trat das Fürstentum Moldau die Herrschaft an Russland ab. Danach war der mehrheitlich von Rumänen bewohnte Landstrich bis 1917 als Gouvernement Bessarabien Teil des Russischen Kaiserreichs. Im Jahre 1918 war Bessarabien kurzzeitig unabhängig. In der Zwischenkriegszeit war es östliche Provinz Rumäniens, 1940 wurde es durch den Hitler-Stalin-Pakt der Sowjetunion angeschlossen. |

## Bukowina
|  | Die Bukowina (IPA: ˌbukɔˈviːnaː, anhörenⓘ, deutsch auch Buchenland; rumänisch Bucovina, ukrainisch Буковина Bukowyna) ist eine historische Landschaft nordöstlich der Karpaten im Grenzraum zwischen Mittel-, Südost- und Osteuropa. Die nördliche Hälfte gehört zur Ukraine und ist Teil der Oblast Tscherniwzi. Die südliche Hälfte gehört zu Rumänien und ist Teil des Kreises Suceava. Hier liegen auch die Moldauklöster, die zum Weltkulturerbe der UNESCO zählen. Die Bukowina war, wie das östlich davon liegende Bessarabien, vom 14. Jahrhundert bis zum 18. Jahrhundert ein Teil des historischen Fürstentums Moldau, von 1774 bis 1918 gehörte das Gebiet mit seiner multiethnischen Bevölkerung zur Habsburgermonarchie. Im Nordwesten liegt Ostgalizien, im Südwesten Siebenbürgen. |

## Dobrudscha
|  | Die Dobrudscha (rumänisch Dobrogea, bulgarisch Добруджа Dobrudža, türkisch Dobruca; auch Trans-Danubien) ist eine Landschaft zwischen dem Unterlauf der Donau und dem Schwarzen Meer. Die Landschaft bildet das Grenzgebiet zwischen Südostrumänien und Nordostbulgarien. Die Dobrudscha ist der nordöstliche Zipfel der Balkanhalbinsel und umfasst eine Fläche von 23.262 Quadratkilometer. Der rumänische Flächenanteil in den Kreisen Tulcea und Constanța beträgt 15.570 Quadratkilometer. Die Dobrudscha ist im Țuțuiatul (Greci) im Nordwesten 467 Meter hoch; südlich der Senke Cernavodă-Constanța ist sie eine lössbedeckte, fruchtbare Steppentafel, die bis zu 200 Meter hoch aufragt. Die größten Städte sind Constanța und Tulcea (in Rumänien) und Dobritsch und Silistra (in Bulgarien). |

## Kreischgebiet
| |                                                                                           |
| Das Kreischgebiet (auch Kreischland, rumänisch Crișana, ungarisch Körösvidék) ist eine historische Landschaft mit dem kleineren Teil im Osten von Ungarn in den Komitaten Hajdú-Bihar und Békés und dem größeren Teil im Nordwesten von Rumänien in den Kreisen Bihor und Arad. Sein Gebiet grenzt im Süden an den Fluss Mieresch (auch Marosch), im Osten an das Apuseni-Gebirge und im Westen an die Theiß. | Rumänisch-ungarische Grenze im KreischgebietRumänischer Teil des Kreischgebiets in orange |

## Maramureș
|  | Das Komitat Máramaros (deutsch auch Komitat Maramuresch oder Marmarosch; ungarisch Máramaros vármegye oder älter Mármaros, lateinisch comitatus Maramarosiensis) war eine Verwaltungseinheit (Komitat, Gespanschaft) im Königreich Ungarn. Das Komitat grenzte im Norden und Nordosten an das österreichische Königreich Galizien (bzw. vor 1772 an Polen), auf einem kleinen Stück im Osten an das österreichische Kronland Bukowina im östlichen Süden an das Komitat Bistritz-Naszod (Beszterce-Naszód), im Süden an das Komitat Szolnok-Doboka, im Südwesten an das Komitat Sathmar (Szatmár) und an das kleine Komitat Ugocsa sowie im Westen an das Komitat Bereg. Es lag zwischen dem Gebirgszug der Karpaten im Norden und zu beiden Seiten der Theiß und hatte 1910 eine Fläche von 9.716 km². Heute liegt der nördliche Teil in der westlichen Ukraine (in der Oblast Transkarpatien, siehe auch Karpatenukraine), und der südliche Teil im nordwestlichen Rumänien im Kreis Maramureș. |

## Moldau
|  | Das ehemalige Fürstentum bestand aus dem westlichen Teil – heute in Rumänien – und dem östlichen Teil – heute in der Republik Moldau, die nördlichen und südöstlichen Teile liegen heute in der Ukraine. Ein kleiner Teil der Region Moldau (im Gegensatz zu „Ostmoldau“ auch Westmoldau bezeichnet), grenzt im Norden an die Bukowina und im Osten mit dem Fluss Pruth an Bessarabien. Das Herza-Gebiet (rumänisch: Ținutul Herța, ukrainisch: Край Герца) liegt seit 1944 in der Ukraine, über 90 % der Bevölkerung sind ethnisch rumänisch. Der nördliche Teil der Bukowina (deutsch Buchenland) liegt in der Ukraine. Im Westen bilden die Karpaten die Grenze zu Siebenbürgen, im Süden bilden die Flüsse Milcov und Siret die Grenze zur Walachei. Die zum UNESCO-Weltkulturerbe gehörenden Moldauklöster befinden sich hauptsächlich im historischen Herrschaftszentrum des ehemaligen Fürstentums Moldau in den Kreisen Suceava und Neamț. Die Westmoldau war der nördliche Teil des rumänischen Altreiches und umfasste die ehemaligen Bezirke Dorohoi (samt dem Herza-Gebiet), Botoșani, Suceava (später: Fălticeni), Neamț, Iași, Roman, Vaslui, Fălciu, Bacău, Tecuci, Tutova, Vrancea und Covurlui. Die Fläche dieser Region erstreckt sich auf 38.224 km². |

## Sathmar
|  | Das Komitat Sathmar (ungarisch Szatmár vármegye; lateinisch comitatus Szathmariensis) war eine Verwaltungseinheit (Komitat/Gespanschaft) im Königreich Ungarn. Heute liegt der kleinere Teil Sathmars (etwa 1/4 des Gebiets) im Nordosten Ungarns im Komitat Szabolcs-Szatmár-Bereg. Der größere Teil mit etwa dreiviertel des Gebiets liegt im Nordwesten Rumänien hauptsächlich im heutigen Kreis Satu Mare, umfasst aber auch Teile des Kreises Maramureș. Ein kleiner Teil der Region liegt um den Ort Welyka Palad (damals ungarisch Nagypalád) und gehört heute zur ukrainischen Oblast Transkarpatien. 1910 hatte es eine Fläche von 6.287 km². |

## Siebenbürgen
Siebenbürgen ist unter folgenden Bezeichnungen bekannt:
- Die rumänische Bezeichnung ist Ardeal oder Transilvania;
- Die ungarische Bezeichnung ist Erdély oder erdő-elve;
- Die lateinische Benennung ist Transsilvania abgeleitet von trans silvana (= jenseits der Wälder);
- Die auf dieser Grundlage eingedeutschte Bezeichnung Transsilvanien bzw. Transsylvanien war in mittelalterlichen Dokumenten gebräuchlich.

Die Herkunft des deutschen Namens Siebenbürgen ist nicht abschließend geklärt. Vermutungen gehen dahin, ihn auf die sieben von deutschen Siedlern (den Siebenbürger Sachsen) gegründeten Städte zurückzuführen (Kronstadt, Schäßburg, Mediasch, Hermannstadt, Mühlbach, Bistritz und Klausenburg). Die damit verbundenen Stühle (ung. szék, Einheiten der eigenen Gerichtsbarkeit – jeder Stuhl besaß einen Königsrichter, der alleine dem ungarischen König unterstellt war) sind möglicherweise Teil der Namensgebung. Der Name ist zunächst in deutschen Quellen aus dem 13. Jh. als Septum urbium, Terra septem castrorum und ähnlichen Varianten verzeichnet. In deutscher Niederschrift heißt es Ende des 13. Jh. erstmals Siebenbuergen und bezeichnete damals nur den Bereich der Sieben Stühle als administrative Einheiten oder Gebietskörperschaften der Hermannstädter Provinz. Erst später hat sich der Begriff räumlich erweitert und umfasste schließlich denselben Raum wie Ardeal und Erdély.
Siebenbürgen bildet geografisch das Zentrum und den Nordwesten Rumäniens. Von den südlicheren (Walachei) und östlicheren (Moldau und Bukowina) Landesteilen wird Siebenbürgen durch die Ostkarpaten und die Transsilvanischen Alpen (Südkarpaten) getrennt, die zusammen den südlichen Karpatenbogen bilden. Nach Westen hin scheidet ein Teil der Westrumänischen Karpaten, das Apuseni-Gebirge, Siebenbürgen vom Kreischgebiet ab. Die Fläche Siebenbürgens beträgt 59.651 km².
Auch Teile des heutigen Rumänien, die bis 1918/1920 zu Ungarn gehörten (das Kreischgebiet, die Region Sathmar, der südliche Teil des ehemaligen Komitats Maramuresch sowie der rumänische Teil des Banats) werden gelegentlich irrtümlicherweise zu Transilvania hinzugerechnet, so dass es oft größer als das historische Gebiet dargestellt wird.

## Walachei
|  | Die Region Walachei setzt sich aus der Kleinen Walachei (Oltenien, rumänisch Oltenia) im Westen und der Großen Walachei (Muntenien, rumänisch Muntenia) im Osten zusammen. |